# Valentine Wheels
Valentine Wheels es el noveno álbum en vivo del grupo alemán de música electrónica Tangerine Dream. Publicado por el sello TDI Music en diciembre de 1998 recoge la primera parte del concierto ofrecido la banda el 6 de noviembre de 1997 en la sala Sheperd's Bush Empire de Londres (Reino Unido). El listado de canciones está conformado por nuevas versiones de canciones clásicas del catálogo de la banda.

## Producción
Entre octubre y noviembre de 1997 Tangerine Dream se embarcó en una gira de conciertos por Reino Unido, denominada "The Tournado Tour", que les llevó a ciudades como Bristol, Glasgow, Leeds o Manchester. A finales de 1998 se publicó la primera versión del álbum, que se comercializó por internet dentro de un pack denominado "Holiday Season Booster", que incluía la grabación, una camiseta, una fotografía autografiada y un marcador. Posteriormente se reeditó con modificaciones en las portadas en 2004 y 2009.
Las canciones presente en el álbum son nuevas versiones de temas estrenados entre 1977 y 1997 en los álbumes Sorcerer (1977), Thief (1981), Poland (1984), Warsaw In The Sun (1984), Le Parc (1985), Underwater Sunlight (1986), 220 Volt Live (1993), Tangents (1994), Tyranny Of Beauty (1995) y Oasis (1997). Están compuestas originalmente por Edgar Froese, Christopher Franke, Peter Baumann, Johannes Schmoelling y Jerome Froese.

## Lista de temas
| N.º   | Título              | Escritor(es)                                         | Duración |  |
| 1.    | «Waterborne»        | Jerome Froese                                        | 6:22     |  |
| 2.    | «Betrayal»          | Edgar Froese Christopher Franke Peter Baumann        | 2:58     |  |
| 3.    | «Poland»            | Edgar Froese Christopher Franke Johannes Schmoelling | 8:11     |  |
| 4.    | «Sundance Kid»      | Edgar Froese                                         | 6:03     |  |
| 5.    | «Silver Scale»      | Edgar Froese Christopher Franke Johannes Schmoelling | 7:13     |  |
| 6.    | «Warsaw In The Sun» | Edgar Froese Christopher Franke Johannes Schmoelling | 5:23     |  |
| 7.    | «Stratosfear 95»    | Edgar Froese Christopher Franke Peter Baumann        | 8:17     |  |
| 8.    | «Dolphin Dance»     | Edgar Froese Christopher Franke                      | 6:26     |  |
| 9.    | «Le Parc»           | Edgar Froese Christopher Franke Johannes Schmoelling | 3:52     |  |
| 10.   | «Beach Theme»       | Edgar Froese Christopher Franke Johannes Schmoelling | 4:30     |  |
| 59:15 |                     |                                                      |          |  |

## Personal
- Edgar Froese - sintetizadores, secuenciadores, diseño de cubierta y producción
- Jerome Froese - sintetizadores, secuenciadores y masterización
- Zlatko Perika - guitarra acústica y guitarra eléctrica
- Emil Hachfeld - percusión electrónica y codotronics
- Dave Dixon - ingeniero de grabación
- Kerry Lewis - monitorización
- Peter Leindl - técnico informático
- Christian Gstettner - técnico de grabación
- Jim Rakete - fotografía
- Monica Froese - fotografía